# Vibilia thurstoni
Vibilia thurstoni is een vlokreeftensoort uit de familie van de Vibiliidae. De wetenschappelijke naam van de soort is voor het eerst geldig gepubliceerd in 2003 door Zeidler.